# 供应链攻击
供应链攻击是一種傳播間諜軟件的方式，一般通過產品軟件官網或軟件包存儲庫進行傳播。通常來說，黑客會瞄準部署知名軟件官網的服務器，篡改服務器上供普通用戶下載的軟件源代碼，將間諜軟件傳播給前往官網下載軟件的用戶。 此外，黑客還會向一些軟件開發者常用的软件包存储库如npm、PyPI和RubyGems等注入帶有惡意代碼的軟件包。這些軟件包在用戶下載後安裝時會觸發惡意行為。
比較知名的供應鏈攻擊事有XcodeGhost风波、Target公司的安全漏洞、東歐的ATM惡意軟件，以及震网（Stuxnet）電腦蠕蟲等。
供應鏈管理專家建議，為了避免網路犯罪的潛在損失，要對組織的供應網路進行嚴格的控管。